# 钕化合物
钕化合物是镧系金属钕（元素符号：Nd）形成的化合物，在这些化合物中，钕一般显+3价，如NdCl3、Nd(CH3COO)3、Nd2(SO4)3等；+2价的钕是已知的，比如NdCl2、NdI2等。很多钕化合物的颜色会随着光线而变化。

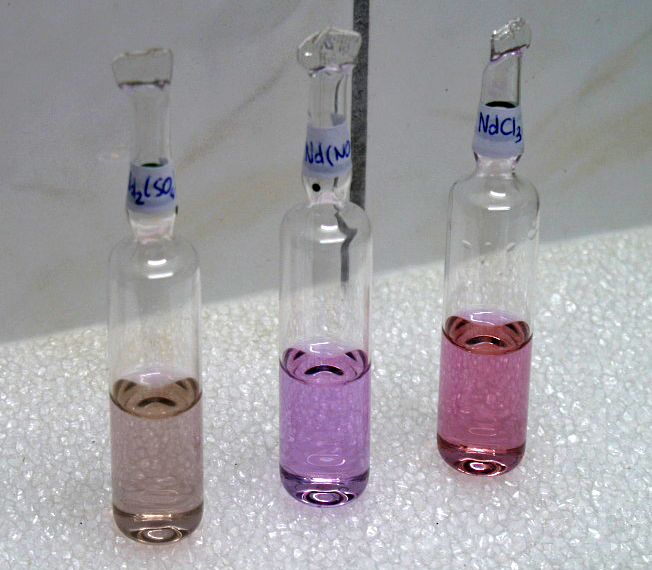
荧光灯下的钕化合物，从左到右分别为硫酸钕、硝酸钕和氯化钕。
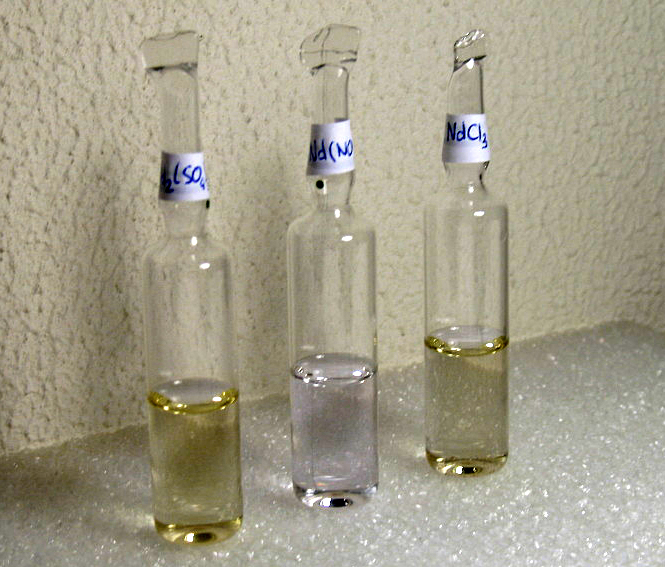
一体式荧光灯下的钕化合物
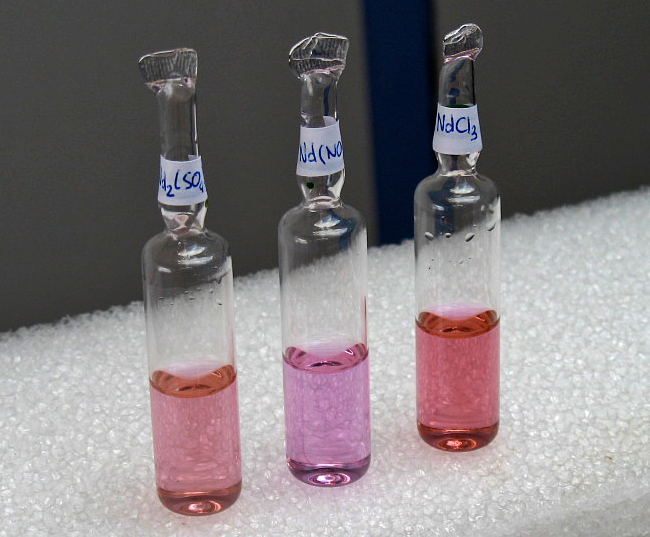
正常日光下的钕化合物

## 卤化物

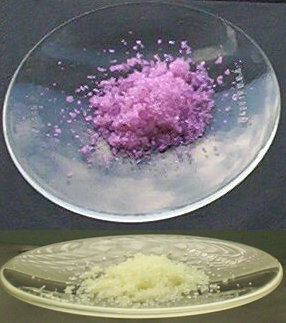
阳光下（上图）和荧光下（下图）的NdCl_{3}

钕可以形成NdX3（X=F, Cl, Br, I) 四种三卤化物。二卤化物NdCl2为暗绿色固体，具有PbCl2结构，NdI2有暗紫色，它们可在Nd-NdX3共熔体系中得到。

## 有机钕化合物

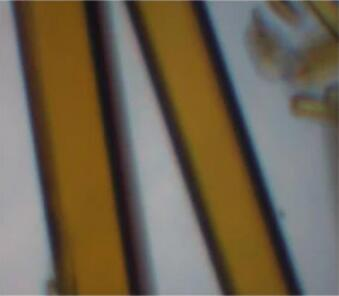
钕的一种有机化合物的晶体，具有含环戊二烯环与吡啶环的配体。

有机钕化合物是具有钕-碳键的化合物，它们和其它镧系元素的化合物类似。大部分有机钕化合物为离子型环戊二烯配合物（与相应的镧化合物同构）以及σ键合的简单烷基和芳基化物或其聚合物。